# Peter van Dijk (1960)
Peter J. van Dijk (Drachten, 19 februari 1960) is een Nederlands schrijver.

## Leven
Peter van Dijk werd geboren in Drachten, maar groeide op in het dorp Surhuisterveen, in het gresngebied van Friesland en Groningen. Hij volgde het Drachtster Lyceum, de middelbare school die eerder ook schrijver Atte Jongstra als leerling zag. Van Dijk studeerde vervolgens Nederlands en geschiedenis in Groningen en Leeuwarden. Hij woonde in Leeuwarden van 1979 tot 1988, waar hij werkte aan de lerarenopleiding 'Ubbo Emmius'. Vervolgens woonde hij in Den Haag van 1988 tot 2014 en sinds 2014 in Utrecht. Peter J. van Dijk werkte als docent NT2, onder meer voor het Nuffic (2002-2004) in Den Haag en het taleninstituut Babel (2002-) in Utrecht en als docent/taalcoach.

## Schrijver
Om zich te bekwamen in het schrijven volgde Peter van Dijk in 1987 een workshop proza-schrijven bij Oek de Jong. Hij debuteerde in 2001 met de roman Voorspel, een coming of age-verhaal dat een inleiding vormt op een romancyclus die aanvankelijk Tussenspel heette en later Het leven in een daad. (Eind 2008 verscheen een licht herziene editie van Voorspel.) Het tweede deel van de cyclus verscheen eind 2006, in de vorm van een roadmovie: Reis naar de vader, waarin de hoofdfiguur, Thomas Termeer, zich verstaat tot zijn vader. Voorjaar 2012 kwam het derde deel uit, het omvangrijke Het domein van de jeugd, dat zich afspeelt in de jaren '60.De bundel De verhalen (2017) kan als supplement op de cyclus gelezen worden; het bevat kort proza geschreven tussen 1977 en 2016. Na twaalf jaar verscheen een nieuw deel van de cyclus: Liefde, economie en literatuur (2024) waarin de auteur zijn ervaringen met een flamboyante beleggingsadviseur verwerkte. Het is deel van een tweeluik, dat als nieuw boek van de cyclus is aangekondigd voor 2025: Leonie terug.